# InAPPropriate Comedy
InAPPropriate Comedy è un film del 2013 scritto e diretto da Vince Offer.

## Trama
Un tablet computer pieno di applicazioni esilaranti ed offensive verso il mondo, sfonda i confini del politicamente corretto.

## Produzione
Le riprese del film si sono svolte all'interno dello studios della 20th Century Fox a Los Angeles.

## Distribuzione
Il primo trailer del film viene pubblicato il 6 febbraio 2013.
La pellicola è stata distribuita nelle sale cinematografiche statunitensi a partire dal 22 marzo 2013.

### Divieto
Il film viene vietato ai minori di 18 anni per la presenza di forte contenuto sessuale, nudità, linguaggio pervasivo e uso di droghe.